# Psoralea margaretiflora
Psoralea margaretiflora ist eine Pflanzenart in der Unterfamilie der Schmetterlingsblütler (Faboideae) innerhalb der Familie der Hülsenfrüchtler (Fabaceae). Sie ist Endemit in der südafrikanischen Provinz Ostkap.

## Beschreibung

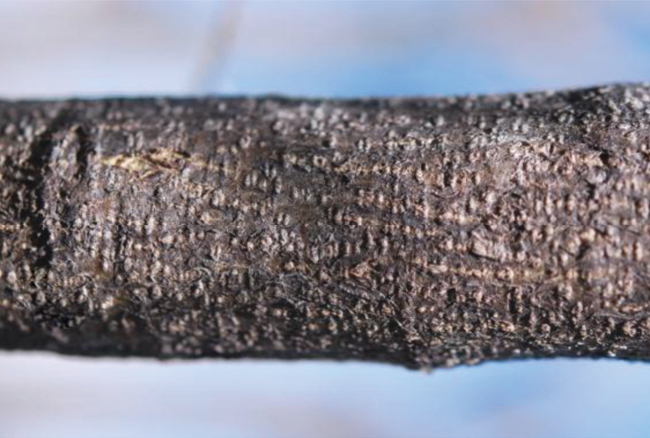
Stamm mit Rinde

### Vegetative Merkmale
Psoralea margaretiflora wächst als aufrechter, verholzender Strauch, welcher Wuchshöhen von bis zu 2 Metern erreichen kann und in der Lage ist, nach Bränden erneut auszuwachsen. Es werden 1 bis 30 Stämme gebildet, die nur im oberen Bereich neue Triebe ausbilden, der untere Stammbereich ist frei von Trieben. Nur die alten Stämme bilden Triebe aus. Die gräulich braune Rinde der Stämme ist mit weißen Lentizellen besetzt, während die jungen Triebe eine kahle und drüsige, hellgrüne Rinde aufweisen. Die Triebe sind auf ihrer gesamten Länge mit Blättern besetzt. Direkt aus den Wurzelstock können Wasserreiser gebildet werden.
Die an der Triebbasis siebenfach und darüber fünffach gefiederten, unbehaarten Laubblätter stehen an einem 0,2 bis 1,7 Zentimeter langen Blattstiel und sind unterschiedlich groß. Sie werden an Wasserreisern größer und können dort Längen von 4,8 bis 5,5 Zentimetern sowie Breiten von 4,8 bis 6 Zentimetern erreichen. Die kahlen und dunkelgrünen Fiederblättchen werden 1 bis 1,3 Zentimeter breit, sind aber unterschiedlich lang, wobei das Blättchenpaar an der Basis mit 2,5 bis 3,3 Zentimetern am längsten und das mittelständige Blättchenpaar mit 1,9 bis 2,6 Zentimetern am kürzesten ist. Die endständigen Blättchenpaare werden 1,8 bis 3,1 Zentimeter lang. Sie haben eine abgerundete Basis sowie ein zugespitztes oberes Ende. Die halb aufrechten und steifen, grünen Nebenblätter sind bei einer Länge von 0,2 bis 0,4 Zentimetern dreieckig geformt. An Wasserreisern werden die Nebenblätter länger und sind gebogen, während sie an blühenden Trieben rasch abfallen.

### Blütenstände und Blüten

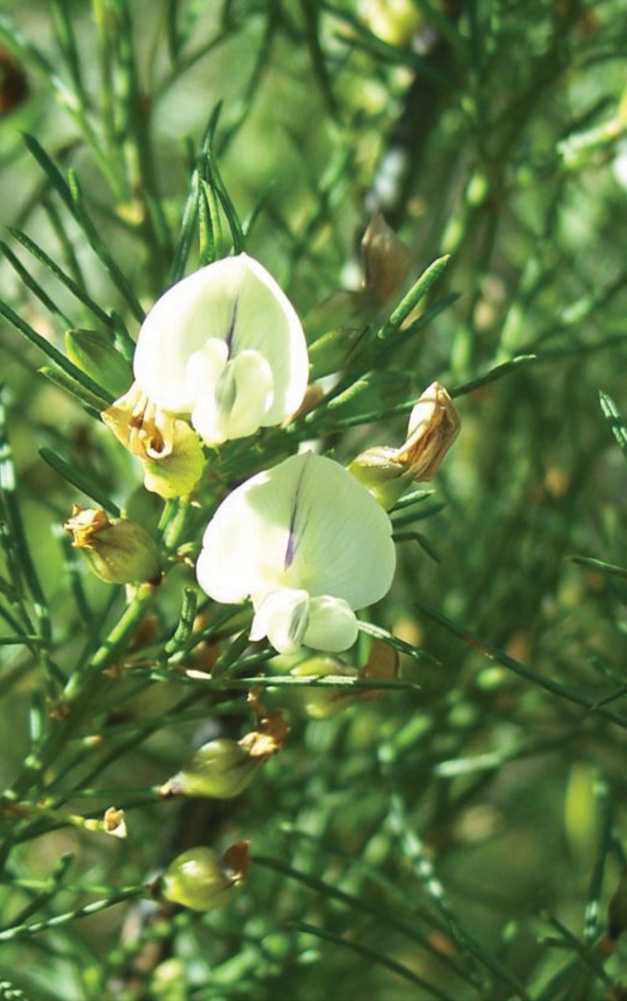
Zweig mit Blättern und Blüten

Die Blütezeit von Psoralea margaretiflora erstreckt sich von Oktober bis Januar, kann aber auch noch bis in den April hineinreichen. Auf einem 1 bis 1,7 Zentimeter langen Blütenstandsstiel mit einem entständigen, dreifach gezähnten und gelblichen Cupulum bilden sich in den Blattachseln ein bis fünf Schmetterlingsblüten.
Die zwittrigen, zygomorphen und fünfzähligen, grünlich weißen Einzelblüten sind 1 bis 1,2 Zentimeter groß und stehen an einem 0,1 bis 0,2 Zentimeter langen Blütenstiel. Die blassgrünen und gezähnten Kelchblätter werden 0,5 bis 0,6 Zentimeter lang und sind zu einer Kelchröhre verwachsen. Sie sind außen kahl und an der Innenseite der bei einer Länge von etwa 0,3 Zentimetern dreieckigen Zähne mit feinen schwarzen Haaren besetzt. Das mittlere obere, grünlich weiße Kronblatt, auch „Fahne“ genannt, ist bei einer Länge von etwa 1 Zentimeter sowie einer Breite von rund 0,8 Zentimetern breit elliptisch und hat einen circa 0,3 Zentimeter langen Nagel. Die beiden seitlichen Kronblätter werden 0,9 bis 1 Zentimeter lang, etwa 0,4 Zentimeter breit und haben einen rund 0,3 Zentimeter langen Nagel und werden auch „Flügel“ genannt. Die beiden unteren, etwa 0,6 Zentimeter langen und rund 0,3 Zentimeter breiten Kronblätter haben eine dunkel violette Spitze sowie einen circa 0,5 Zentimeter langen Nagel und sind miteinander zu einer gekielten, kahnähnlichen Röhre verwachsen, welche auch „Schiffchen“ genannt wird. Die beiden seitlichen „Flügel“ sind mit dem „Schiffchen“ verklebt. Das Androeceum wird etwa 0,9 Zentimeter lang und der zehnte Staubblatt steht frei. Der Stempel ist rund 0,9 Zentimeter lang und der gestielte und unbehaarte Fruchtknoten erreicht eine Länge von etwa 1,5 Millimetern.

### Früchte und Samen
Über die Früchte und die Samen ist bisher nichts bekannt.

## Verbreitung und Vorkommen

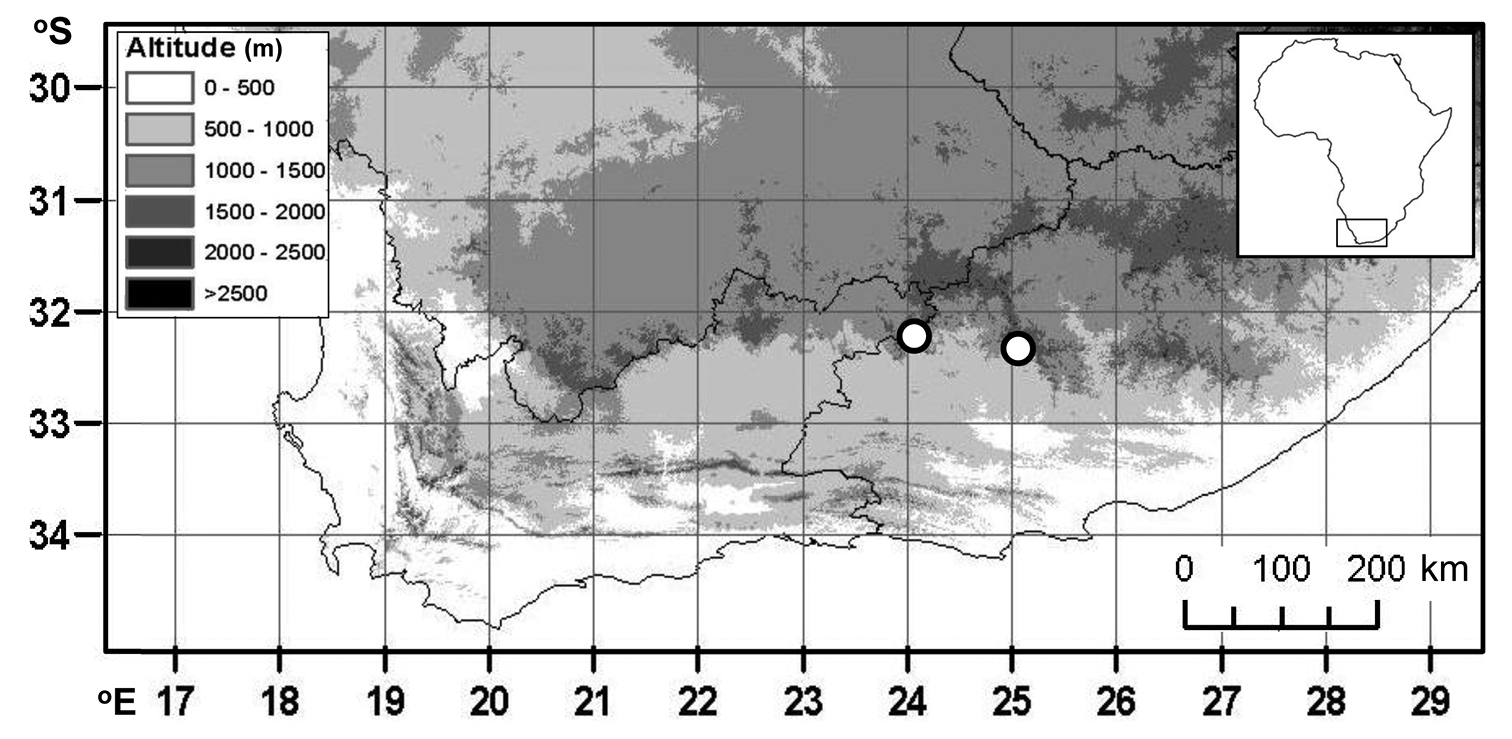
Das bekannte Verbreitungsgebiet von Psoralea margaretiflora

Dieser Endemit kommt nur in dem in der südafrikanischen Provinz Ostkap gelegenen Teil der Sneeuberg vor. Das Verbreitungsgebiet erstreckt sich dort vom Kamdebooberge, Koudeveldberge sowie Toorberg im Westen bis zum Nardousberg und den hinter Pearston gelegenen Aasvoëlkrans.
Psoralea margaretiflora gedeiht in Höhenlagen von 1200 bis 1800 Metern. Sie kann dichte Bestände bilden und ist ein typischer Vertreter der entlang von Wasserläufen auftretenden Dickicht- und Buschvegetation sowie des Karoo. Sie wächst vor allem auf nährstoffreichen torfhaltigen Böden sowie auf dolerithaltigen Kolluvien.

## Systematik
Die Erstbeschreibung als Psoralea margaretiflora erfolgte 2011 durch Charles H. Stirton und V. Ralph Clark in PhytoKeys, Nummer 5, Seite 32. Das Artepitheton margaretiflora leitet sich vom lateinischen margaritaceus ab, was so viel wie perlartig bedeutet, und verweist auf die im morgendlichen Bergnebel perlweiß erscheinenden Blüten.